# West Alton
West Alton est une ville du comté de Saint Charles, dans le Missouri, aux États-Unis,. Située à l'est du comté, elle est baptisée en référence à sa situation géographique par rapport à la ville d'Alton, Illinois.

## Démographie
Lors du recensement de 2010, la ville comptait une population de 522 habitants. Elle est estimée, en 2016, à 531 habitants.

### Source de la traduction
- (en) Cet article est partiellement ou en totalité issu de l’article de Wikipédia en anglais intitulé « West Alton, Missouri » (voir la liste des auteurs).